# Inada Koji
Koji Inada (sinh ngày 19 tháng 6 năm 1985) là một cầu thủ bóng đá người Nhật Bản.

## Sự nghiệp câu lạc bộ
Koji Inada đã từng chơi cho Roasso Kumamoto và Kashiwa Reysol.